# تاري فيليبس
تاري فيليبس (بالإنجليزية: Tari Phillips) مواليد 6 مارس 1969 في أورلاندو، هي لاعبة كرة سلة أمريكية بدأت مسيرتها الاحترافية في سنة 1999. وتحمل الرقم 24. يبلغ طولها 6 قدم 1 بوصة (1.9 م). اعتزلت اللعب في 2007. لعبت مع فرق مثل نيويورك ليبرتي وهيوستن كومتز في دوري المحترفات الأمريكي.

## روابط خارجية
- تاري فيليبس على موقع الاتحاد الدولي لكرة السلة (الإنجليزية)
- تاري فيليبس على موقع الاتحاد الوطني لكرة السلة النسائية (الإنجليزية)
- تاري فيليبس على موقع كرة السلة الأوروبية.كوم (الإنجليزية)
- تاري فيليبس على موقع كلية كرة السلة في سبورتس رفرنس.كوم (الإنجليزية)
- تاري فيليبس على موقع بروبوليرز (الإنجليزية)
- تاري فيليبس على موقع سبورتس رفرنس (الإنجليزية)